# Bagan Kuala
Bagan Kuala is een bestuurslaag in het regentschap Serdang Bedagai van de provincie Noord-Sumatra, Indonesië. Bagan Kuala telt 1469 inwoners (volkstelling 2010).